# 海峡出版发行集团
海峡出版发行集团（英語：The Straits Publishing & Distributing Group）是一家总部设在福建福州的出版集团，成立于2009年12月30日，由福建省出版总社及所属各单位，福建新华发行（集团）有限责任公司及所属各单位，福建教育出版社及所属各单位，以及海峡书局出版社有限公司等组成。是以文化创意、出版发行、印刷复制为主业，出版外贸、旅游、会展、房产物业等多元发展的国有大型文化企业。由中共福建省委宣传部领导，福建省新闻出版广电局进行行业管理。

## 简介
1949年8月福州解放后，成立了福建省新华书店，开展人民政权下的图书出版发行业务，为建立新型出版机构准备了条件。1951年7月1日，福建人民出版社在福州正式成立。
1958年10月，中共福建省委决定以福建人民出版社、福建省新华书店和福建省文化局新闻出版科为主体，成立福建省新闻出版局，统一领导图书编辑、印刷、发行工作。不久，又复建福建省新华印刷厂，归出版局领导，从而形成了编、印、发统一协调的运行机制。1958年12月，成立福建人民教育出版社，划归福建省教育厅领导。
文化大革命时期，福建出版事业遭受了极大破坏。1971年10月，福建省革命委员会政治部设立出版事业组，下放农村的编辑人员陆续调回，同时恢复福建人民出版社。1975年10月，福建省革委会出版组撤销，成立福建省出版事业管理局，与福建人民出版社合署办公，一套班子两块牌子。福建省新华印刷厂和福建省新华书店也回归出版局领导。
1979年11月，福建科学技术出版社挂牌成立。1980年12月，福建人民教育出版社改名为福建教育出版社，由福建省教委主管。1983年3月，福建省出版事业管理局撤销，由福建人民出版社代行其领导和管理职能。
1984年8月，成立了以福建人民出版社文艺编辑室为基础的海峡文艺出版社和以少儿读物编辑室为基础的福建少年儿童出版社。1985年2月，又分别成立了福建美术出版社和鹭江出版社。1985年10月，福建人民出版社改为福建省出版总社。1988年6月成立福建省新闻出版局，与福建省出版总社合署办公，一套班子两块牌子。1988年5月成立海潮摄影艺术出版社。
2004年5月9日，福建新华发行集团成立。
2009年12月30日，海峡出版发行集团在福州挂牌成立，实现了转企改制。福建省新闻出版局（版权局）与原福建省出版总社及其下属的17家企事业单位脱钩，福建省教育厅与福建教育出版社及其下属的各单位脱钩，实现了出版系统政事分开、政企分开、管办分离。
2013年3月24日，首家台海两岸合资出版公司海峡书局在福州與台北成立，由城邦媒体集团和海峡出版发行集团共同投资成立。

## 属下机构
目前，海峡出版发行集团包括9家出版社（8家图书出版社），3家杂志社，1家印刷复制企业，73家发行企业，1家后勤服务企业。以下是海峡出版发行集团属下机构列表。
- 福建新华发行（集团）有限责任公司
- 福建新华联合印务集团有限公司
- 福建人民出版社有限责任公司
- 福建教育出版社有限责任公司[a]
- 福建科学技术出版社有限责任公司
- 福建海峡文艺出版社有限责任公司
- 福建少年儿童出版社有限责任公司
- 福建美术出版社有限责任公司
- 福建画报社有限责任公司[b]
- 福建鹭江出版社有限责任公司[c]
- 福建电子音像出版社有限责任公司
- 福建中篇小说选刊杂志社有限责任公司
- 福建就业与保障杂志社有限责任公司
- 海峡书局出版社有限公司[d]
- 福建省新闻出版后勤服务（物业管理）有限责任公司
- 福建海峡文化艺术经纪有限公司
- 福建创智联盟数字教育科技有限公司